# Швайнбахер, Фредди
Фредди Швайнбахер (итал. Freddy Schwienbacher; род. 3 августа 1975, Мерано, Трентино-Альто-Адидже) — итальянский лыжник, победитель этапов Кубка мира. Специалист спринтерских гонок.

## Карьера
В Кубке мира Швайнбахер дебютировал 13 декабря 1995 года, в январе 2002 года одержал первую победу на этапе Кубка мира, в командном спринте. Всего имеет на своём счету 2 победы на этапах Кубка мира, по 1-й в личном и командном спринте. Лучшим достижением Швайнбахера в общем итоговом зачёте Кубка мира являются 27-е места в сезонах 2001/02 и 2004/05.
На Олимпийских играх 2002 года в Солт-Лейк-Сити занял 5-е место в спринте свободным стилем и 26-е место в гонке на 15 км классическим стилем
На Олимпийских играх 2006 года в Турине вновь был 5-м в спринте и 9-м в командном спринте.
За свою карьеру принимал участие в трёх чемпионатах мира, лучший результат 4-е место в командном спринте на чемпионате 2005 года, а в личных гонках, 6-е место в спринте на чемпионате мира 2003 года.
Использует лыжи производства фирмы Fischer, ботинки и крепления Salomon.